# Heteropogon contortus
Heteropogon contortus és una mata d'herba perenne tropical amb una distribució natural que abasta el sud d'Àfrica, el sud d'Àsia, el nord d'Austràlia i Oceania. L'espècie també s'ha convertit en una mala herba naturalitzada a les regions tropicals i subtropicals d'Amèrica i Àsia. La planta creix fins a 1,5 metres d'altura i és afavorit per les cremes freqüents. Les plantes desenvolupen llavors fosques característiques amb una sola aresta llarga en un extrem i un fort repunt en l'altre. L'aresta es torça quan s'asseca i es redreça quan s'humiteja, i en combinació amb l'espiga és capaç d'enfonsar la llavor a terra.
H. contortus és una valuosa espècie de pastura a gran part de la seva àrea de distribució però, també ha estat el responsable de l'eliminació de la indústria de la llana en la major part d'Austràlia, a causa que les llavors es converteixin incrustat a la llana i la pell de les ovelles i la devaluació de la llana i la mort dels animals. Els nadius de Hawaii usen la palla de H. contortus per a fer cobertes de palla per a les cases.

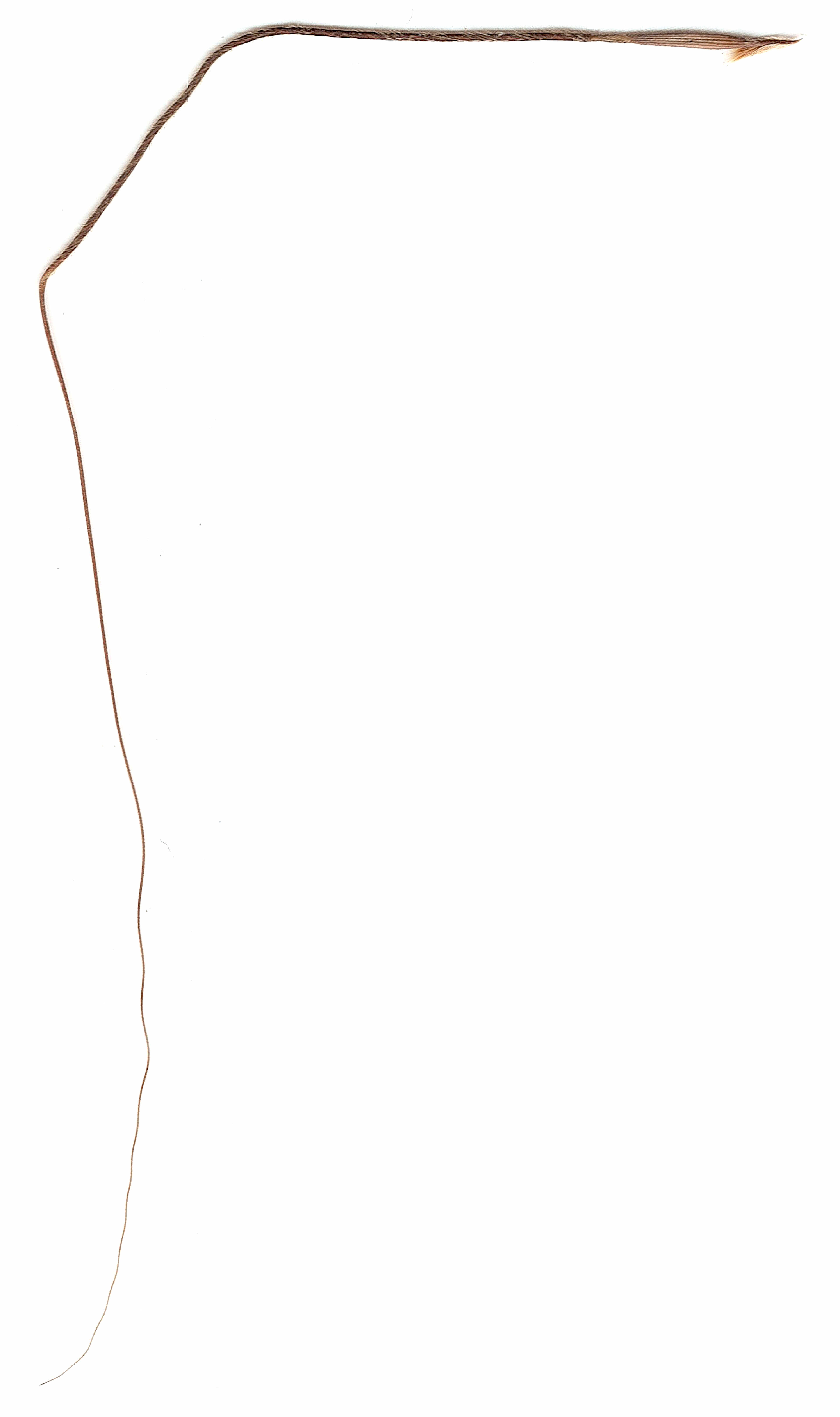
llavor d'H. contortus amb l'aresta angulosa
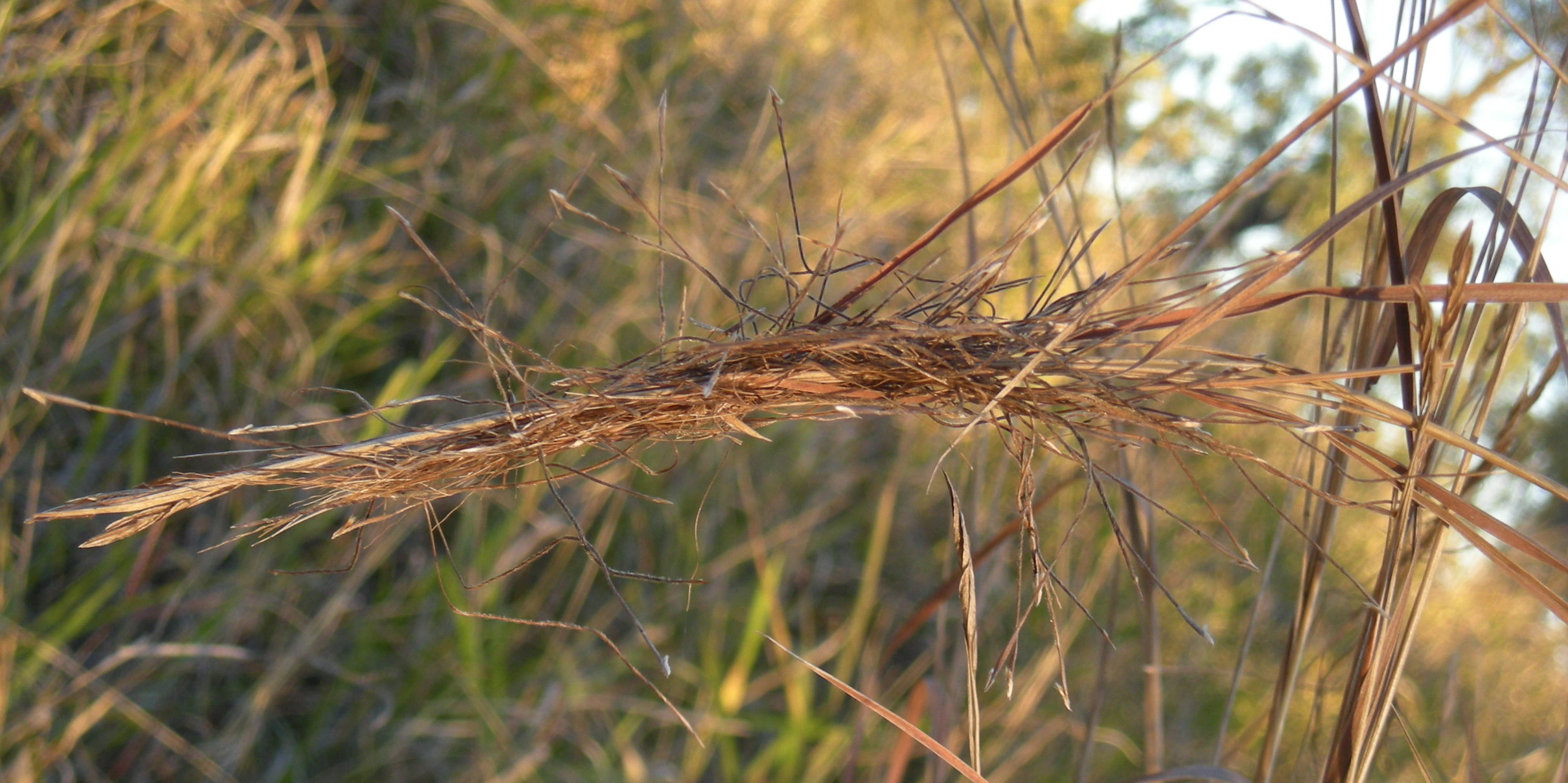
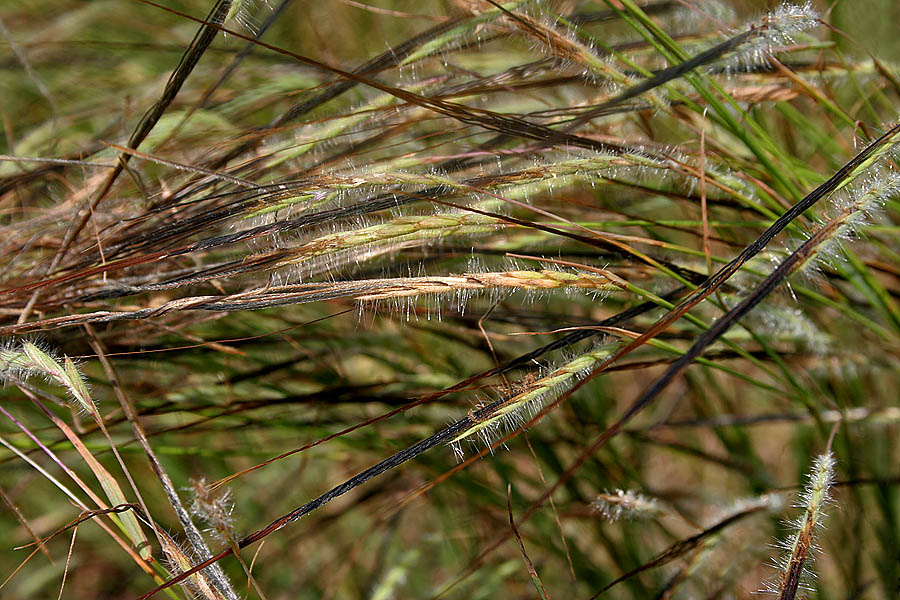